# Hamida al-Attas
Hamida al-Attas (en arabe : حميدة العطاس), née A'alia Ghanem (en arabe : عالية غانم), née en 1943, est la mère du chef d'Al-Qaïda décédé, Oussama ben Laden.

## Biographie
Hamida al-Attas est issue d'une famille syrienne de cultivateurs d'agrumes, elle vit dans deux petits villages côtiers, Omraneya et Babryon, à l'extérieur du port de Lattaquié, avec ses deux frères et sa sœur,,,. Elle grandit dans une famille d'Alaouites, une ramification de l'islam chiite. À 14 ans, elle épouse Mohammed ben Awad ein Laden à Lattaquié en 1956 et déménage en Arabie saoudite avec son mari. Elle est la dixième épouse de Mohammed ben Awad ben Laden. Son mari a de nombreuses femmes et il divorce d'avec la plupart d'entre elles, car n'avoir que quatre femmes à la fois est conforme à la loi musulmane. Il est rapporté qu'elle est une concubine plutôt qu'une épouse de Mohammed ben Awad ben Laden. Elle est plus cosmopolite que les trois premières épouses saoudiennes de Mohammed.
Oussama ben Laden est son seul enfant avec Mohammad ben Laden, le couple divorce peu après sa naissance en 1957; Oussama est quelque part entre le 17e des 24 fils que Mohammad a engendré,,,.
Hamida épouse Mohammed al-Attas, un administrateur Hadhrami dans l'empire naissant de Ben Laden, alors qu'Oussama a quatre ou cinq ans, ils ont trois fils et une fille dont Ahmad Mohammed. Oussama prend une part active dans l'éducation de ses demi-frères et sœurs.
Elle passe souvent les étés chez son frère Naji à Lattaquié et Oussama l'accompagne jusqu'à l'âge de 17 ans. En 1974, alors qu'Oussama a 17 ans, il épouse la fille de Naji, Najwa Ghanem, 14 ans, qui lui est promise.
Il est rapporté qu'au printemps ou à l'été 2001, Oussama ben Laden téléphone à sa mère et, au cours d'une « très brève conversation », lui dit « qu'il ne pourra plus l'appeler avant longtemps », ajoutant que « de grands événements sont sur le point d'avoir lieu ». À la suite des attentats du 11 septembre , Hamida déclare: "Je désapprouve les ambitions que la presse lui prête, mais je suis satisfaite d'Oussama et je prie Dieu qu'il le guide sur le droit chemin". Elle déclare plus tard: "Ma vie était très difficile parce qu'il est si loin de moi. Oussama est un très bon enfant et il m'aime tellement." Elle poursuit: "C'était un très bon enfant jusqu'à ce qu'il rencontre des gens qui lui ont fait subir un lavage de cerveau au début de la vingtaine. Vous pouvez appeler cela une secte. Ils ont obtenu de l'argent pour leur cause. Je lui disais toujours de rester loin d'eux, et il ne m'avouait jamais ce qu'il faisait, parce qu'il m'aimait tellement". La personne qu'Oussama a rencontrée à l'université est Abdallah Azzam.